# Volo Air New Zealand 4374
Il volo Air New Zealand 4734 era un volo proveniente da Gisborne che si schiantò durante l'atterraggio ad Auckland uccidendo due dei quattro occupanti a bordo.

## L'aereo

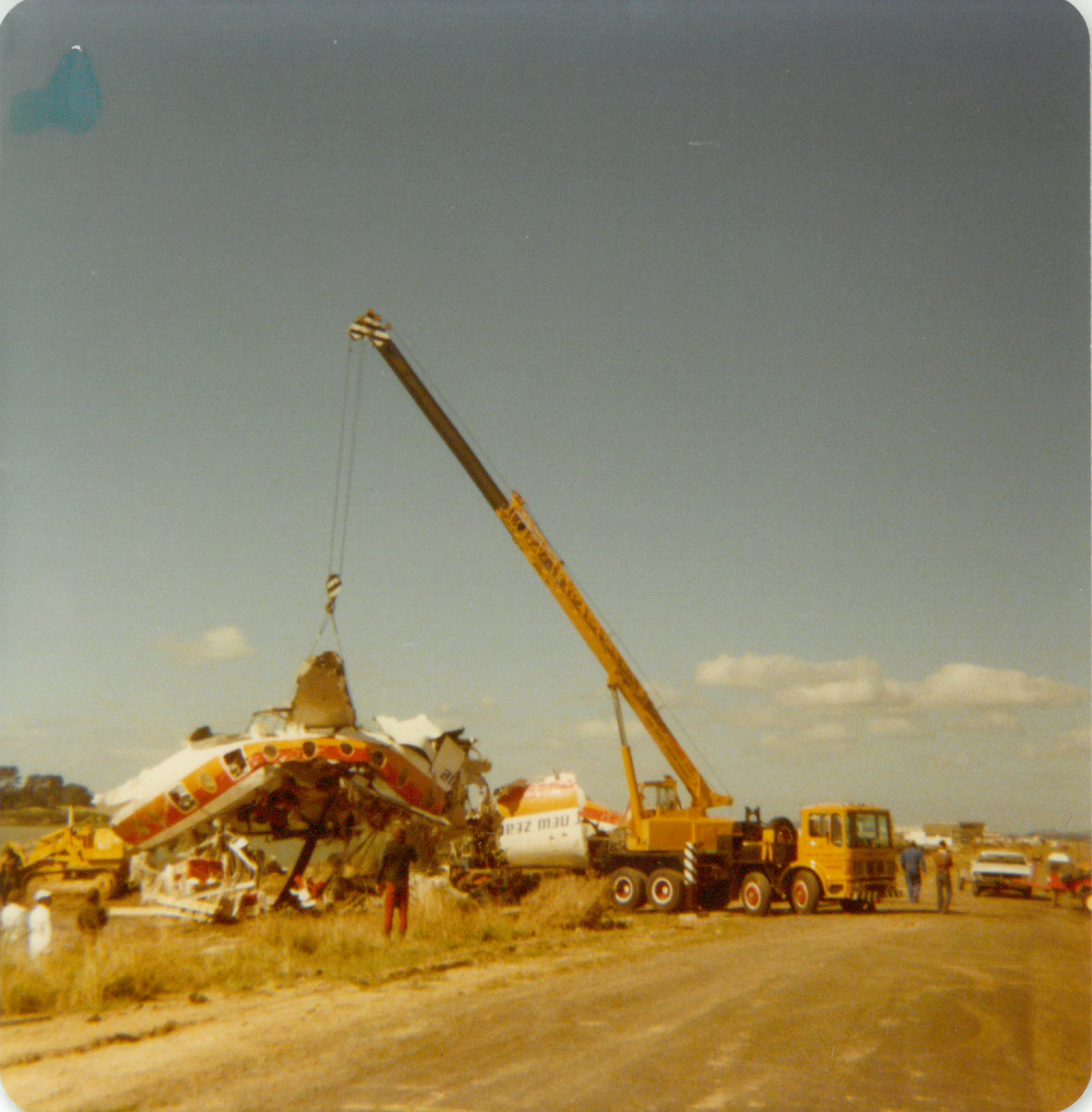
Recupero dei resti del Fokker.

Il Fokker Friendship F27-500 aveva otto anni al momento dell'incidente. Fino al 1977 l'aereo era stato operato dalla New Zealand National Airways Corporation (NAC).

## L'incidente
Alle 14:28 l'aereo era sceso a 3000 piedi e i piloti stavano dispiegando i flap. La velocità del velivolo era di 165 nodi, aumentata a 211 nodi; 2 minuti e 14 secondi dopo l'aereo si schiantò nel porto uccidendo due persone, il capitano e un passeggero.

## La causa
Gli investigatori scoprirono che l'equipaggio era stato fuorviato da un'illusione ottica in condizione di visibilità ridotta nel credere di essere ad un'altezza di sicurezza e che non erano riusciti a vedere gli strumenti di volo abbastanza da confermare un percorso di atterraggio sicuro.